# Springtown (Teksas)
Spring je grad u američkoj saveznoj državi Teksas. Prema popisu stanovništva iz 2010. u njemu je živjelo 2.658 stanovnika.